# Tour de Romandía 1975
La 29.ª edición del Tour de Romandía se disputó del 6 de mayo al 11 de mayo de 1975 con un recorrido de 894,6 km dividido en un prólogo inicial y 6 etapas, con inicio en Ginebra, y final en Lancy.
El vencedor fue el español Francisco Galdós, cubriendo la prueba a una velocidad media de 37,5 km/h.

## Etapas[1]
| Etapa   | Recorrido               | Km   | Ganador          |
| Prólogo | Ginebra                 | 4,4  | Scic             |
| 1.ª     | Ginebra-Sainte-Croix    | 169  | Eddy Merckx      |
| 2.ª     | Sainte-Croix-Porrentruy | 187  | Patrick Sercu    |
| 3.ª     | Porrentruy-Greyerz      | 190  | Gerrie Knetemann |
| 4.ª     | Bulle-Verbier           | 169  | Francisco Galdós |
| 5.ªa    | Verbier-Lancy           | 150  | Gerrie Knetemann |
| 5.ªb    | Lancy                   | 25,2 | Eddy Merckx      |

## Clasificaciones
Así quedaron los diez primeros de la clasificación general de la segunda edición del Tour de Romandía
| \| 1. \| Francisco Galdós \| España \| 23h 48'10" \| \| \| 2. \| Josef Fuchs \| Suiza \| + 20" \| \| \| 3. \| Knut Knudsen \| Noruega \| + 1'57" \| \| \| 4. \| Wilfried David \| Bélgica \| + 2'05" \| \| \| 5. \| Georges Talbourdet \| Francia \| + 2'30" \| \| \| 6. \| Joseph Deschoenmaecker \| Bélgica \| + 2'31" \| \| \| 7. \| Christian Seznec \| Francia \| + 2'47" \| \| \| 8. \| Giancarlo Bellini \| Italia \| + 3'09" \| \| \| 9. \| Enrico Paolini \| Italia \| + 4'31" \| \| \| 10. \| Michel Périn \| Francia \| + 5'09" \| \| |                        |         |            |  |
| 1. | Francisco Galdós       | España  | 23h 48'10" |  |
| 2. | Josef Fuchs            | Suiza   | + 20"      |  |
| 3. | Knut Knudsen           | Noruega | + 1'57"    |  |
| 4. | Wilfried David         | Bélgica | + 2'05"    |  |
| 5. | Georges Talbourdet     | Francia | + 2'30"    |  |
| 6. | Joseph Deschoenmaecker | Bélgica | + 2'31"    |  |
| 7. | Christian Seznec       | Francia | + 2'47"    |  |
| 8. | Giancarlo Bellini      | Italia  | + 3'09"    |  |
| 9. | Enrico Paolini         | Italia  | + 4'31"    |  |
| 10. | Michel Périn           | Francia | + 5'09"    |  |